# Turkovice
Turkovice är en ort i Tjeckien.   Den ligger i regionen Pardubice, i den centrala delen av landet, 80 km öster om huvudstaden Prag. Turkovice ligger 350 meter över havet och antalet invånare är 259.
Terrängen runt Turkovice är huvudsakligen platt, men söderut är den kuperad. Runt Turkovice är det ganska glesbefolkat, med 42 invånare per kvadratkilometer. Närmaste större samhälle är Pardubice, 19,0 km nordost om Turkovice. Omgivningarna runt Turkovice är en mosaik av jordbruksmark och naturlig växtlighet.